# Cœur saignant
Hyphessobrycon erythrostigma
Espèce
Synonymes
- Hyphessobrycon callistus rubrostigma
- Hyphessobrycon rubrostigma

Pour les articles homonymes, voir Cœur saignant (homonymie).
Hyphessobrycon erythrostigma, communément nommé Cœur saignant ou Tétra perez, est une espèce de poissons de la famille des Characidae qui se rencontre en Amazonie.
Il est apprécié des aquariophiles.

## Caractéristiques

### Description
Petit poisson grégaire d'environ 6 cm de long, Hyphessobrycon erythrostigma est de couleur rosée. Un signe très distinctif et qui lui vaut son surnom de cœur saignant est la tache rouge vif qu'il porte sur le flanc juste derrière les nageoires pectorales.

### Dimorphisme sexuel
Très différenciable des femelles, les mâles ont une nageoire dorsale très longue et noire au bout et sont généralement plus gros.

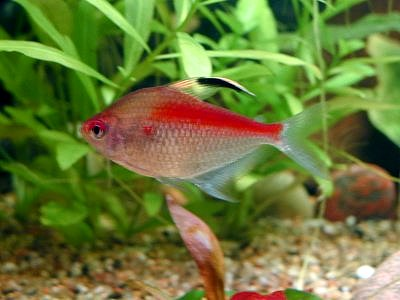
Cœur saignant mâle
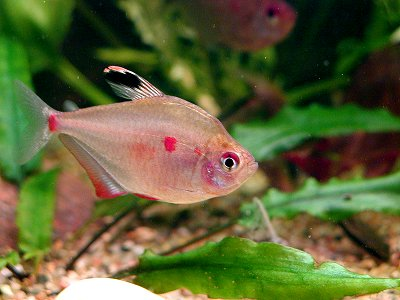
Cœur saignant femelle

## Maintenance en aquarium
Bien que facile à maintenir en aquarium, sa reproduction en captivité est plus difficile.

### Caractéristiques de l'eau
- Température : 23−28 °C
- pH : 5,6-7,2
- Dureté : max 12° dGH
- Taille minimale de l'aquarium : 60 cm de long

### Alimentation
Carnivore, il s'accommode de flocon ou de nourriture lyophilisée, bien que préférant la nourriture vivante telle que les larves de moustiques.